# Patrick Wolf (muzyk)
Patrick Wolf, właściwie Patrick Denis Apps (ur. 30 czerwca 1983 w Londynie) – brytyjski wokalista, skrzypek, multiinstrumentalista. W swojej twórczości łączy folk (głównie celtycki i galicki) z muzyką elektroniczną i elementami jazzu.

## Życiorys
Urodził się w Szpitalu św. Tomasza w Londynie. Muzyczną edukację zaczynał od lekcji gry na skrzypcach oraz śpiewu w chórze kościelnym. Od najmłodszych lat ciekawiły go eksperymenty z dźwiękiem, wcześnie zainteresował się muzyką elektroniczną z początków XX wieku i twórczością takich kompozytorów, jak Karlheinz Stockhausen. Mając 11 lat, zbudował swój pierwszy theremin. Jako czternastolatek dołączył do popartowego kolektywu Minty. Dwa lata później opuścił dom, zarabiał na ulicach Londynu, grając w kwartecie smyczkowym. Utworzył także grupę Maison Crimineaux, trio, które wykorzystywało szum biały, wpisując go w estetykę muzyki popularnej. Doświadczenia te miały wpływ na muzykę i tekstach Wolfa.

## Występy w Polsce
W 2011 roku trzykrotnie występował w Polsce, pierwszy koncert odbył się 6 kwietnia w klubie Stodoła, 15 listopada wystąpił we Wrocławiu (Firlej) oraz 16 listopada ponownie w klubie Stodoła.

## Dyskografia
Albumy
- 2003: Lycanthropy (Tomlab)
- 2005: Wind in the Wires (Tomlab)
- 2007: The Magic Position (Loog Records)
- 2009: The Bachelor (Bloody Chamber Music)
- 2011: Lupercalia (Mercury Records)
- 2012: Sundark and Riverlight (Bloody Chamber Music)

EP
- 2002: The Patrick Wolf EP
- 2011: Brumalia

Single
- 2005: „The Libertine”
- 2005: „Wind in the Wires”
- 2005: „Tristan”
- 2006: „Accident & Emergency”
- 2007: „Bluebells”
- 2007: „The Magic Position”
- 2009: „Vulture”
- 2009: „Hard Times”
- 2009: „Vulture”
- 2010: „Damaris”
- 2010: „Time of my life”
- 2011: „The City”
- 2011: „The Falcons”
- 2011: „Together”